# Patrick Joseph O'Donnell
Patrick Joseph O'Donnell, irski rimskokatoliški duhovnik, škof in kardinal, * 28. november 1856, Rilzain-Glenties, † 22. oktober 1927.

## Življenjepis
29. junija 1880 je prejel duhovniško posvečenje.
26. februarja 1888 je bil imenovan za škofa Raphoeja; 3. aprila istega leta je prejel škofovsko posvečenje.
14. januarja 1922 je bil imenovan za nadškofa pomočnika Armagha in za naslovnega nadškofa Attalee. 19. novembra 1924 je nasledil nadškofovsko mesto.
14. decembra 1925 je bil povzdignjen v kardinala in imenovan za kardinal-duhovnika S. Maria della Pace.